# Żołynia (gemeente)

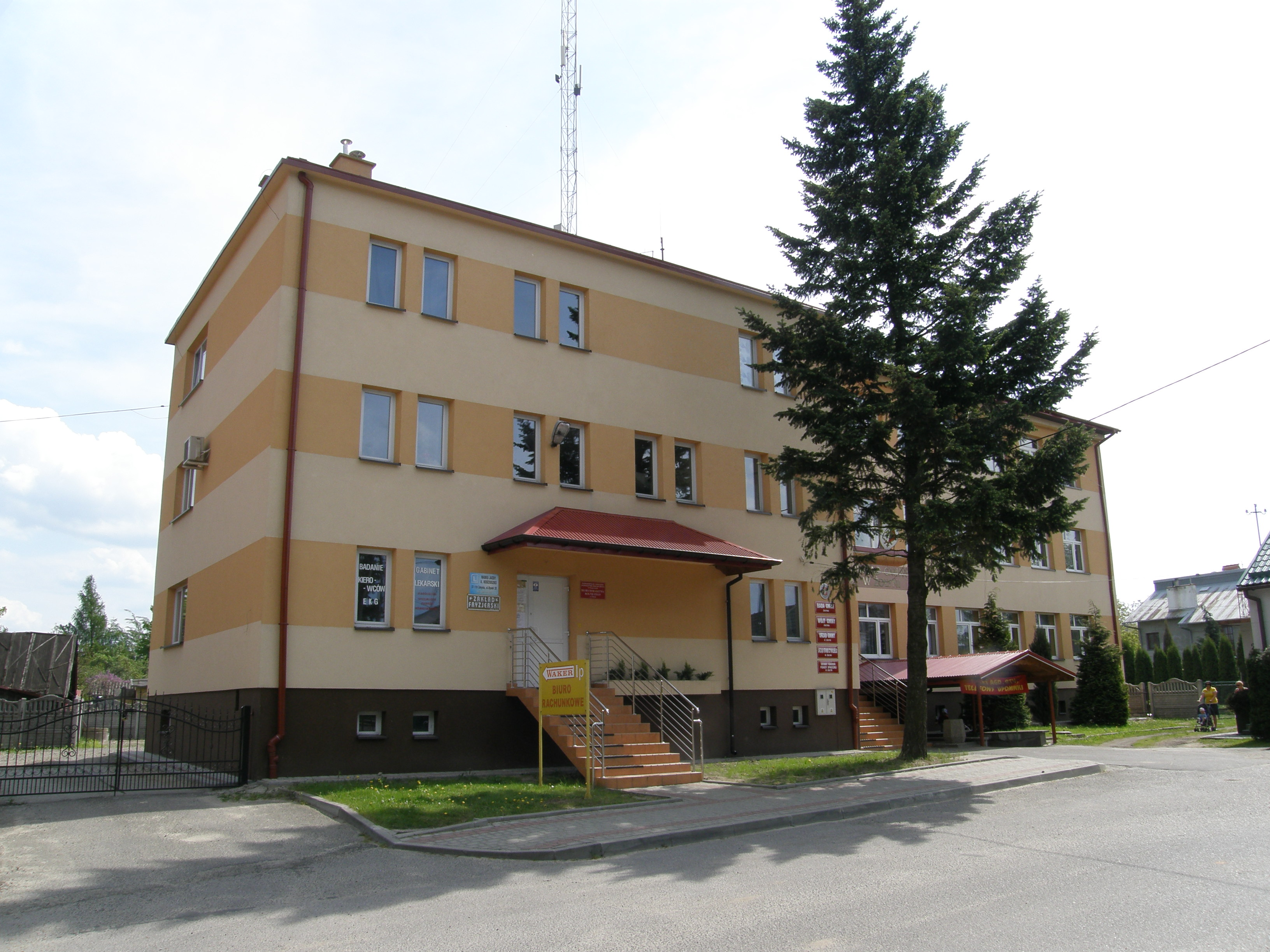
gemeentehuis

De gemeente Żołynia is een landgemeente in het Poolse woiwodschap Subkarpaten, in powiat Łańcucki.
De zetel van de gemeente is in Żołynia.
Op 30 juni 2004 telde de gemeente 6694 inwoners.

## Oppervlakte gegevens
In 2002 bedroeg de totale oppervlakte van gemeente Żołynia 56,8 km², waarvan:
- agrarisch gebied: 70%
- bossen: 20%

De gemeente beslaat 12,57% van de totale oppervlakte van de powiat.

## Demografie
Stand op 30 juni 2004:
| Omschrijving                   | Totaal | Totaal | Vrouwen | Vrouwen | Mannen | Mannen |
| ------------------------------ | ------ | ------ | ------- | ------- | ------ | ------ |
| eenheid                        | aantal | %      | aantal  | %       | aantal | %      |
| inwoners                       | 6694   | 100    | 3400    | 50,8    | 3294   | 49,2   |
| bevolkingsdichtheid (inw./km²) | 117,9  | 117,9  | 59,9    | 59,9    | 58     | 58     |

In 2002 bedroeg het gemiddelde inkomen per inwoner 1509,52 zł.

## Administratieve plaatsen (sołectwo)
Brzóza Stadnicka, Kopanie, Smolarzyny, Żołynia.

## Aangrenzende gemeenten
Białobrzegi, Czarna, Grodzisko Dolne, Leżajsk, Rakszawa